# Efecto Simon
En el campo de la psicología, el efecto Simon establece que los tiempos de reacción suelen ser más veloces y las reacciones tienden a ser más acertadas cuando el estímulo ocurre en la misma ubicación relativa que la respuesta, inclusive si la ubicación del estímulo es irrelevante para la tarea a realizar. A este fenómeno se le denomina como efecto Simon por J.R. Simon, quien publicó acerca de este efecto en los últimos años de la década de los años 1960. La explicación original de Simon con respecto a este efecto implicaba que existe una tendencia innata a responder en la dirección de la que proviene un estímulo.
De acuerdo a los modelos simples del procesamiento de información que existían en los años 1960, existían 3 tipos de procesamiento: identificación de estímulos, selección de respuesta y ejecución de respuesta (también conocida como la etapa motora). El efecto Simon es generalmente pensado que involucra interferencia que ocurre en la etapa de selección-respuesta. Cabe mencionar que tal interferencia es similar, pero, a su vez, distinta a la interferencia producida por el conocido efecto Stroop, el cual es más reconocido.

## Experimento original
En el estudio original de Simon, dos luces (los estímulos) se colocaron en un panel circular giratorio. Este dispositivo se giraría en diversos grados (lejos del plano horizontal). Simon deseaba ver si una alteración de la relación espacial, relativa a las claves de respuesta, afectaba el rendimiento. La edad también fue un factor probable en el tiempo de reacción. Como se predijo, el tiempo de reacción de los grupos aumentó en función de la posición relativa del estímulo luminoso (la edad no fue un factor). El tiempo de reacción aumentó hasta en un 30%. (Simon & Wolf, 1963).
Sin embargo, lo que generalmente se considera la primera demostración genuina del efecto que se conoció como el efecto Simon es de Simon & Rudell (1967). Aquí, los participantes respondieron a las palabras "izquierda" y "derecha" que se presentaron al azar en el oído izquierdo o derecho. Si bien la ubicación auditiva era completamente irrelevante para la tarea, los participantes mostraron aumentos marcados en la latencia de la reacción si la ubicación del estímulo no era la misma que la respuesta requerida (si, por ejemplo, reaccionarían a una palabra que se presentó en la oreja derecha).

## Método
Una demostración típica del efecto Simon involucra el colocar a un participante frente al monitor de computadora y frente a un panel adyacente con dos botones sobre él, los cuales podrán ser presionados. Al participante se le indica que oprima el botón que se encuentra a su derecha cuando observe que un objeto rojo aparece en la pantalla de la computadora, y se le indica que presione el botón a su izquierda en cuanto se observe un objeto verde en la pantalla. A los participantes se les solicita que ignoren la ubicación del estímulo al momento de presionar el botón de respuesta. Es decir, solo será necesario presionar el botón que corresponda al color del estímulo, siendo que se deberá presionar el botón derecho ante un estímulo rojo y, por otro lado, se presionará el botón izquierdo ante un estímulo verde.
Los participantes tienden a reaccionar más rápidamente al presionar el botón derecho en cuanto se detecten luces rojas provenientes del lado derecho de la pantalla. (A este tipo de ejercicios se les denominó como pruebas congruentes). En contraste, los tiempos de reacción eran típicamente más lentos cuando los estímulos de color rojo aparecían del lado izquierdo de la pantalla y los participantes debían presionar el botón del lado derecho del panel. (Pruebas incongruentes). Así mismo que se observaron efectos análogos pero en viceversa ante la detección de estímulos de color verde por parte de los participantes.
Esto sucede a pesar de que la posición de un estímulo en la pantalla relativo a la posición física de la tarea y no correlacionada con cuál respuesta es correcta. Esta tarea, después de todo, requiere que el sujeto note el color del objeto cuestión (ya sea que se trate de un estímulo verde o rojo) al oprimir un botón, mas la tarea que se le solicita a los participantes no implica indicar dónde se posiciona el estímulo sobre la pantalla, pero no su posición en la pantalla.

## Explicación
Según el mismo Simon (1969), la ubicación del estímulo, aunque es irrelevante para la tarea, influye directamente en la selección de la respuesta debido a una tendencia automática a "reaccionar frente a la fuente de la estimulación". Aunque se han sugerido otras cuentas (cf. Hommel, 1993), las explicaciones del efecto Simon generalmente hace referencia a la interferencia que se produce en la etapa de selección de respuesta de la toma de decisiones. Neurológicamente, podría haber afectación de la corteza prefrontal dorsolateral, así como de la corteza cingulada anterior, que se cree que es responsable de la vigilancia de conflictos. El efecto Simon muestra que la información de ubicación no puede ser ignorada y afectará la toma de decisiones, incluso si el participante sabe que la información es irrelevante.
Argumento lógico para la selección de respuesta:
Se dice que el desafío en el efecto Simon ocurre durante la etapa de selección de respuesta del juicio. Esto se debe a dos factores que eliminan la etapa de identificación del estímulo y el estado de ejecución. En la etapa de identificación del estímulo, el participante solo necesita estar consciente cognitivamente de que un estímulo está presente. No se produciría un error en esta etapa a menos que tuviera una discapacidad visual o algún tipo de déficit de estímulo. Además, no se puede producir un error o demora durante el estado de ejecución porque ya se decidió una acción en la etapa anterior (la etapa de selección de respuesta) y no se realiza ninguna otra toma de decisiones (es decir, no puede realizar un cambio en su respuesta sin pasar por alto) de vuelta a la segunda etapa.

## Implicaciones prácticas
Conocer la existencia del efecto Simon es útil para el diseño de interfaces entre las personas y las máquinas. El diseño de las cabinas de las aeronaves implicaría la aplicación del efecto Simon, puesto que permitiría diseñar dichas cabinas para crear condiciones óptimas con la finalidad de que los tiempos de reacción de los pilotos fuesen más veloces. Por ejemplo, si un piloto se encuentra volando un avión y surge un problema en la turbina izquierda, una aeronave con una interface hombre-máquina adecuada posicionaría un indicador del lado izquierdo para expresar que existe un problema con la turbina izquierda, y un indicador del lado derecho para expresar la existencia de un problema con la turbina derecha. La interface representaría la información de tal forma que las personas puedan reaccionar de manera más rápida y eficiente. En caso de que el indicador de la turbina del lado izquierdo estuviese colocado del lado derecho, podría suceder que el piloto ajustase la turbina incorrecta. 